# Melanocetus
Melanocetus – rodzaj morskich ryb z rodziny Melanocetidae.

## Występowanie
Ocean Atlantycki, Spokojny i Indyjski. Żyją na głębokości co najmniej 300 metrów. 

## Polowanie
Ich pożywienie stanowią inne, mniejsze ryby. Polują wyjątkowo szybko, potrzebują zaledwie sześciu milisekund, aby schwytać swoją ofiarę, co stanowi rekord szybkości polowania wśród ryb. Gdy ofiara podpłynie zbyt blisko, osobnik z tego gatunku błyskawicznie otwiera paszczę, co wywołuje wir zasysający zdobycz, a gdy zostanie złapana, paszcza zamyka się z powrotem. Średnia prędkość schwytania pożywienia wynosi 21 km/h i jest ciężkie do zauważenia gołym okiem. Swoje ofiary wabią świecącą dzięki luminescencyjnym bakteriom czułką znajdującą się na głowie.

## Klasyfikacja
Gatunki zaliczane do tego rodzaju:

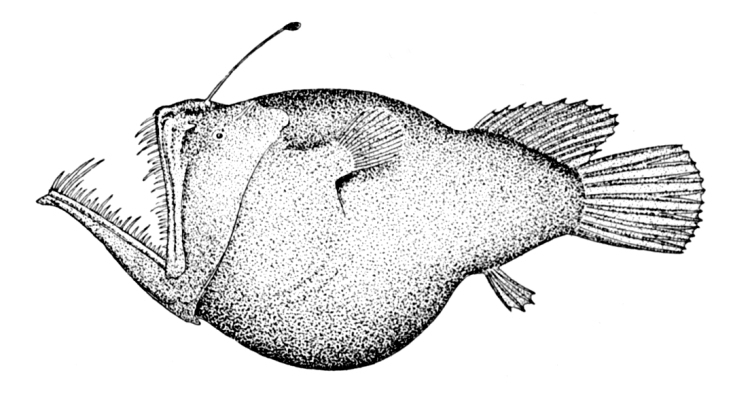
Melanocetus eustalus
- Melanocetus johnsonii
- Melanocetus murrayi
- Melanocetus niger
- Melanocetus polyactis
- Melanocetus rossi

- Melanocetus murrayi